# Палата депутатів (Мексика)
Палата депутатів Конгресу Мексики (ісп. Cámara de Diputados) — нижня палата федерального представницького органу законодавчої влади Мексики, що утворює разом з Сенатом Республіки двопалатні збори. Палата депутатів складається з 500 депутатів, що обираються на три роки. Розміщується Палата в Законодавчому палаці Сан-Лазаро в Мехіко.
З 500 членів Палати 300 депутатів обираються прямим голосуванням, по одному в кожному з федеральних виборчих округів; 200 депутатів обираються в п'яти багатомандатних виборчих округах за системою пропорційного представництва через регіональні списки.
Конституція Мексики 1917 року визначає обов'язки, повноваження, вимоги та обмеження Палати. До її виняткових повноважень належить публікація офіційної заяви про обрання президента, випущеного Виборчим трибуналом; координування роботи Вищого аудиту федерації; затвердження призначення секретаря казначейства; затвердження Національного плану розвитку; прийняття або відкидання пропозицій виконавчої влади щодо бюджету та доходів; прийняття рішення про те, продовжувати чи ні повноваження членів Конгресу в разі вчинення злочину; призначення керівників автономних органів (INE, CNDH, Вищого аудиту федерації, Банку Мексики, INEGI, Cofece, IFT і INAI); і всі ті обов'язки, які передбачені іншими статтями тієї ж конституції і федеральними законами.
Перша сесія нового скликання починається 1 вересня року і повинна закінчуватися не пізніше 15 грудня, за винятком виборів виконавчої влади, коли період починається з 1 серпня і може бути продовжений до 31 грудня. Другий період відкривається 1 лютого і закінчується не пізніше 30 квітня. У періоди перерв Постійна комісія збирає ряд депутатів і сенаторів для розгляду невирішених питань Конгресу до нової сесії.
Заробітна плата депутатів — 95 478 песо (на 1 січня 2019).

## Керівні органи
Організація, діяльність, процедури і структура Палати депутатів регулюються Органічним законом про Генеральний конгрес Мексиканських Сполучених Штатів (ісп. Ley Orgánica del Congreso General de los Estados Unidos Mexicanos) та Регламентом (ісп. Reglamento de la Cámara de Diputados).
Керівна рада (ісп. Mesa Directiva) — веде засідання Палати і забезпечує належний розвиток дебатів, дискусій та голосувань; гарантує дотримання положень Конституції і законів. Обирається на установчому засіданні Палати нового скликання, яке проводиться за два чи три дні до початку роботи законодавчого органу. Складається з президента Палати, чотирьох віце-президентів і семи секретарів, яких обирають на кожен рік роботи законодавчого органу без можливості переобрання.
Політична координаційна рада (ісп. Junta de Coordinación Política) — колегіальний орган, у якому проводяться політичні дискусії для досягнення домовленостей та визначення законодавчого порядку денного; місце зустрічей координаторів політичних груп, представлених у Палаті.
Парламентські групи — групи депутатів, об'єднаних за партійною належністю. Мінімальна чисельність — п'ять депутатів.

### Внутрішня структура
Для виконання роботи депутатів, а також для зв'язку палати з іншими органами влади й суспільством в цілому, вона має наступні підрозділи:
- Конференція з керівництва і програмування законодавчих робіт
- Комітети
- Генеральний секретаріат
- Секретаріат парламентських служб
- Секретаріат адміністративних і фінансових послуг
- Генеральний департамент аудиту
- Генеральний департамент контролю і оцінки
- Генеральний департамент пропозицій, скарг і невідповідностей
- Координація соціальних комунікацій
- Відділ навчання
- Відділ гендерної рівності